# حسین پناهی
حسین پناهی دژکوه (زادهٔ ۶ شهریور ۱۳۳۵ – درگذشتهٔ ۱۴ مرداد ۱۳۸۳) بازیگر، کارگردان نمایش، نویسنده و شاعر اهل ایران بود.
او در سال ۱۳۶۹ برندهٔ دیپلم افتخار بهترین بازیگر نقش اول مرد از جشنوارهٔ فیلم فجر شد.

## زندگی
حسین پناهی در ۶ شهریور ۱۳۳۵ در روستای دژکوه واقع در حوالی شهر لنده از توابع شهرستان کهگیلویه در استان کهگیلویه و بویراحمد زاده شد. او وقتی ۴ ساله بود، پدرش را از دست داد و پس از اینکه تحصیلات ابتدایی را در بهبهان گذراند به خواست برادر بزرگترش علی، برای ادامه تحصیل به مدرسه آیت‌الله گلپایگانی رفت و بعد از پایان تحصیلات به محل تولدش بازگشت. او که در جامه روحانیت قصد داشت به مردم خدمت کند بر اثر اتفاقی مسیر زندگی‌اش را تغییر داد و ناگهان همه چیز را رها کرد و به تهران آمد و چون علاقه خاصی به هنر و بازیگری داشت در مدرسه آناهیتا نام‌نویسی کرد و چهار سال در آنجا مشغول فراگیری اصول بازیگری و نمایشنامه‌نویسی شد. پناهی علاوه بر بازیگری در حوزه شعر و شاعری هم نیز آثاری را از خود بر جا گذاشته‌است. وی شعر خود را به شیوه سپید و موج نو سروده‌است و حیرت، مرگ اندیشی، آرزوی بازگشت به روستا و کودکی مضامین شعر او است.پناهی در دهه شصت و اوایل دهه هفتاد از پرکارترین و خلاقترین نویسندگان و کارگردانان تلویزیون بود. حسین پناهی در سال ۶۷ برای بازی در فیلم در مسیر تندباد کاندید جایزه بهترین بازیگر نقش دوم شد، ضمن اینکه در سال ۶۹ برای بازی در فیلم «سایه خیال» که بر مبنای شخصیت او نوشته شده بود، نامزد دریافت جایزه بهترین بازیگر مرد و در سال ۷۱ برای بازی در فیلم مهاجران نامزد دریافت بهترین بازیگر نقش دوم شد و دیپلم افتخار جشنواره نهم فجر را برای بازی در فیلم سایه خیال دریافت کرد.
با وجود کارنامه سینمایی و تلویزیونی حسین پناهی، به نظر می‌رسد وی بیشتر شاعربود و این شاعرانگی در ذره ذره جانش نفوذ داشت، ضمن اینکه آثار مختلف ادبی وی نیز از این امر حکایت می‌کند.
شعر معاصر به وسیله نیما یوشیج پایه‌گذاری شد و پس از او نیز به وسیله دیگر شاعران گسترش یافت. یکی از این شاعران حسین پناهی است. پناهی از شاعرانی محسوب می‌شود که بیشتر اشعار خود را به شیوه شعر سپید و موج نو سروده‌است و در سروده‌هایش مانند بیشتر اشعار دهه ۷۰ خورشیدی چندان درگیر ادبی بودن شعر نبوده‌است. شعر پناهی از نظر صورت به سبک شعر سپید است. پناهی شاعری است که سعی دارد بیشتر به درونمایه شعر توجه داشته باشد تا اینکه خود را درگیر ظواهر شعر کند.

### دوران حرفه‌ای
در سال ۱۳۶۱ با تئاتر وارد عرصه بازیگری شد و همزمان فیلمنامه‌نویسی و کارگردانی را نیز شروع کرد. او در سال ۱۳۵۸ با بازی در تعدادی تئاتر تلویزیونی وارد عرصه تلویزیون شد و کارش در این حوزه را با بازی در مجموعه‌های نهضت سوادآموزی و محله برو بیا ادامه داد. او در سال ۱۳۶۴ به استخدام صدا و سیما درآمد. با پخش نمایش دو مرغابی در مه از تلویزیون که علاوه بر نوشتن و کارگردانی خودش نیز در آن بازی می‌کرد، خوش درخشید و با پخش نمایش‌های تلویزیونی دیگرش طرف توجه مخاطبان خاص قرار گرفت. نمایش‌های دو مرغابی در مه و یک گل و بهار که پناهی آنها را نوشته و کارگردانی کرده بود، بنا به درخواست مردم به دفعات از تلویزیون پخش شد. در دهه شصت و اوایل دهه هفتاد، او یکی از نوآورترین نویسندگان و کارگردانان تلویزیون بود. در اواخر دهه ۷۰ بازنویسی فیلمنامه مریم مقدس را در کنار کارگردان مجموعه و حسین نوری بر عهده گرفت که این مجموعه به یکی از سریال‌های پرمخاطب تاریخی ایران بدل شد. به دلیل فیزیک کودکانه و شکننده، نحوه خاص سخن گفتن، سادگی و خلوصی که از رفتارش می‌بارید و طنز تلخش بازیگر نقش‌های خاص بود. اما حسین پناهی بیشتر شاعر بود؛ و این شاعرانگی در ذره‌ذره جانش نفوذ داشت. نخستین مجموعه شعر او با نام من و نازی در ۱۳۷۶ منتشر شد. این مجموعهٔ شعر تاکنون بیش از شانزده بار تجدید چاپ و به شش زبان زندهٔ دنیا ترجمه شده‌است.

## درگذشت
وی در ۱۴ مرداد ۱۳۸۳ در سن ۴۷ سالگی بر اثر سکته قلبی درگذشت و در قبرستان شهر سوق (واقع در استان کهگیلویه و بویر احمد) به وصیت خود وی و به دلیل اینکه مادرش در آنجا دفن شده بود به خاک سپرده شد. علت مرگ وی بنا به گواهی فوت ایست قلبی بوده‌است.

و رسالت من این خواهد بود
تا دو استکان چای داغ را

از میان دویست جنگ خونین

به سلامت بگذرانم

تا در شبی بارانی

آنها را با خدای خویش

چشم در چشم هم نوش کنیم!

حسین پناهی

وی یک دفتر شعر و یک نوشته تئاتر به نام چیزی شبیه زندگی ۲ دارد که هنوز چاپ نشده‌اند.

## فیلم‌شناسی

### سینما
| سال  | نام فیلم       | کارگردان           |
| ---- | -------------- | ------------------ |
| ۱۳۶۵ | گذرگاه         | شهریار بحرانی      |
| ۱۳۶۵ | گال            | ابوالفضل جلیلی     |
| ۱۳۶۷ | هی جو          | منوچهر عسگری‌نسب    |
| ۱۳۶۷ | نار و نی       | سعید ابراهیمی‌فر    |
| ۱۳۶۷ | در مسیر تندباد | مسعود جعفری جوزانی |
| ۱۳۶۷ | ارثیه          | کاظم بلوچی         |
| ۱۳۶۸ | راز کوکب       | کاظم معصومی        |
| ۱۳۶۹ | مهاجران        | مهدی صباغ‌زاده      |
| ۱۳۶۹ | چاووش          | ساموئل خاچیکیان    |
| ۱۳۶۹ | سایه خیال      | حسین دلیر          |
| ۱۳۷۰ | اوینار         | شهرام اسدی         |
| ۱۳۷۱ | هنرپیشه        | محسن مخملباف       |
| ۱۳۷۱ | مرد ناتمام     | محرم زینال‌زاده     |
| ۱۳۷۳ | روز واقعه      | شهرام اسدی         |
| ۱۳۷۳ | آرزوی بزرگ     | خسرو شجاعی         |
| ۱۳۷۷ | قصه‌های کیش     | محسن مخملباف       |
| ۱۳۷۷ | بلوغ           | مسعود جعفری جوزانی |
| ۱۳۸۲ | بابا عزیز      | ناصر خمیر          |

### تلویزیون
| سال       | نام                                        | سمت                       | کارگردان          | توضیحات                                            |
| --------- | ------------------------------------------ | ------------------------- | ----------------- | -------------------------------------------------- |
| ۱۳۸۶      | روزگار قریب                                | بازیگر                    | کیانوش عیاری      | فیلمبرداری‌اش از ۱۳۸۱ شروع شده بود.                 |
| ۱۳۸۱      | فرمان                                      | بازیگر                    | مسعود رشیدی       |                                                    |
| ۱۳۸۱      | شبکه                                       | بازیگر                    | محمود عزیزی       |                                                    |
| ۱۳۸۰–۱۳۸۱ | آواز مه                                    | بازیگر                    | حسینعلی لیالستانی | شبکه اول                                           |
| ۱۳۸۰      | روزهای آرزو                                | بازیگر                    | شاهرخ حمیدی‌مقدم   |                                                    |
| ۱۳۸۰      | تصمیم نهایی                                | بازیگر                    | محسن شاه‌محمدی     |                                                    |
| ۱۳۷۹      | خندان                                      | بازیگر                    | قاسم جعفری        | مجموعهٔ ۱۳ قسمتی از تولیدات شبکهٔ جهانی جام‌جم        |
| ۱۳۷۹      | همسایه‌ها                                   | بازیگر                    | محمدحسین لطیفی    | شبکه ۳                                             |
| ۱۳۷۹      | یحیی و گلابتون                             | بازیگر                    | اصغر آبگون        |                                                    |
| ۱۳۷۹      | آبدارشاه                                   | بازیگر                    | رحیم رحیمی‌پور     |                                                    |
| ۱۳۷۸      | مادر                                       | بازیگر                    | شعبانعلی اسلامی   | شب‌های چهارشنبه از شبکه یک پخش می‌شد.                |
| ۱۳۷۸      | ثقةالاسلام تبریزی (۱۲ روز از تاریخ مشروطه) | بازیگر                    | حجت قاسم‌زاده اصل  | تهیه شده برای سیمای آذری شبکه جهانی سحر            |
| ۱۳۷۸      | امام علی                                   | بازیگر، مشاور فیلمنامه    | داوود میرباقری    |                                                    |
| ۱۳۷۷      | چیزی شبیه زندگی                            | نویسنده، کارگردان هنری    |                   |                                                    |
| ۱۳۷۶      | ماجراهای رونالد و مادرش                    | نویسنده، کارگردان هنری    | حسین پناهی        | کارگردان تلویزیونی: شیرین جاهد                     |
| ۱۳۷۵–۱۳۷۸ | آژانس دوستی                                | بازیگر                    | مجموعه کارگردانان |                                                    |
| ۱۳۷۴–۱۳۷۵ | دزدان مادربزرگ                             | بازیگر                    | مهدی صباغ‌زاده     |                                                    |
| ۱۳۷۴      | آشپزباشی و قبله عالم                       | بازیگر                    | رسول نجفیان       | این سریال در ۷ قسمت پخش شد.                        |
| ۱۳۷۴      | بی‌بی‌یون                                    | بازیگر، نویسنده، کارگردان | حسین پناهی        |                                                    |
| ۱۳۷۴      | شلیک نهایی                                 | بازیگر                    | محسن شاه‌محمدی     |                                                    |
| ۱۳۶۷–۱۳۷۳ | شاخهٔ طوبی                                  | بازیگر                    | مهدی علی‌احمدی     |                                                    |
| ۱۳۷۰–۱۳۷۱ | روزی روزگاری                               | بازیگر                    | امرالله احمدجو    | سال ۱۳۷۱ روزهای دوشنبه از شبکه یک پخش می‌شد.        |
| ۱۳۷۰      | ماجرا                                      | بازیگر                    | سیاوش دولت‌سرایی   |                                                    |
| ۱۳۶۷–۱۳۶۹ | هشت بهشت                                   | بازیگر                    | اکبر خواجویی      |                                                    |
| ۱۳۶۷–۱۳۶۹ | رعنا                                       | بازیگر                    | داوود میرباقری    |                                                    |
| ۱۳۶۷      | گالش‌های مادربزرگ                           | بازیگر                    | بهمن زرین‌پور      | در نوروز ۱۳۶۸ از شبکه ۱ پخش شد.                    |
| ۱۳۶۳–۱۳۶۶ | کوچک جنگلی                                 | بازیگر                    | بهروز افخمی       | در نقش درویش حیدر                                  |
| ۱۳۶۶      | گرگ‌ها                                      | بازیگر                    | داوود میرباقری    |                                                    |
| ۱۳۶۵      | دو مرغابی در مه                            | بازیگر، نویسنده           | رسول نجفیان       | کارگردان تلویزیونی: مسعود رسام                     |
| ۱۳۶۵      | به سبک آمریکایی                            | بازیگر، نویسنده           | داوود میرباقری    | کارگردان تلویزیونی: شیرین جاهد                     |
| ۱۳۶۴      | آسانسور                                    | بازیگر، نویسنده           | رسول نجفیان       | کارگردان تلویزیونی: گیتی جوادی                     |
| ۱۳۶۳      | با یک گل همیشه بهار                        | نویسنده، کارگردان هنری    | حسین پناهی        | شبکه یک                                            |
| ۱۳۶۳      | سایهٔ خیال                                  | بازیگر                    | داوود میرباقری    | کارگردان تلویزیونی: امیر آقامیری                   |
| ۱۳۶۳      | سرودی برای مادران                          | نویسنده، کارگردان         | حسین پناهی        |                                                    |
| ۱۳۶۳      | محله بهداشت                                | بازیگر                    | داریوش مؤدبیان    | کارگردان تلویزیونی: حسن فردرو                      |
| ۱۳۶۳–۱۳۶۲ | گوش بزرگ دیوار                             | بازیگر، نویسنده           | داوود مصلحی       |                                                    |
| ۱۳۶۲      | طبل توخالی                                 | بازیگر                    | احمد نجیب‌زاده     | در دهه فجر ۱۳۶۲ از شبکه ۱ پخش شد.                  |
| ۱۳۶۱      | خواب‌گردها                                  | کارگردان هنری             | حسین پناهی        |                                                    |
| ۱۳۶۱      | محله برو بیا                               | بازیگر                    | داریوش مؤدبیان    | در سال ۱۳۶۲ از شبکه دوم (روزهای پنجشنبه) پخش می‌شد. |
| ۱۳۶۰      | نهضت سوادآموزی                             | بازیگر                    | محمد اوزی         |                                                    |
| ۱۳۵۸-۱۳۵۹ | یک تله‌تئاتر ۱۰ قسمتی                       | بازیگر                    | داوود میرباقری    | کارگردان تلویزیونی: شیرین جاهد                     |

## جوایز

### جشنواره فیلم فجر
| سال  | فیلم           | رده                        | جایزه        | نتیجه        |
| ---- | -------------- | -------------------------- | ------------ | ------------ |
| ۱۳۶۷ | در مسیر تندباد | بهترین بازیگر نقش مکمل مرد | سیمرغ بلورین | نامزد        |
| ۱۳۶۹ | سایه خیال      | بهترین بازیگر نقش اول مرد  | سیمرغ بلورین | دیپلم افتخار |
| ۱۳۷۱ | مهاجران        | بهترین بازیگر نقش مکمل مرد | سیمرغ بلورین | نامزد        |